# 长青公园 (哈尔滨)

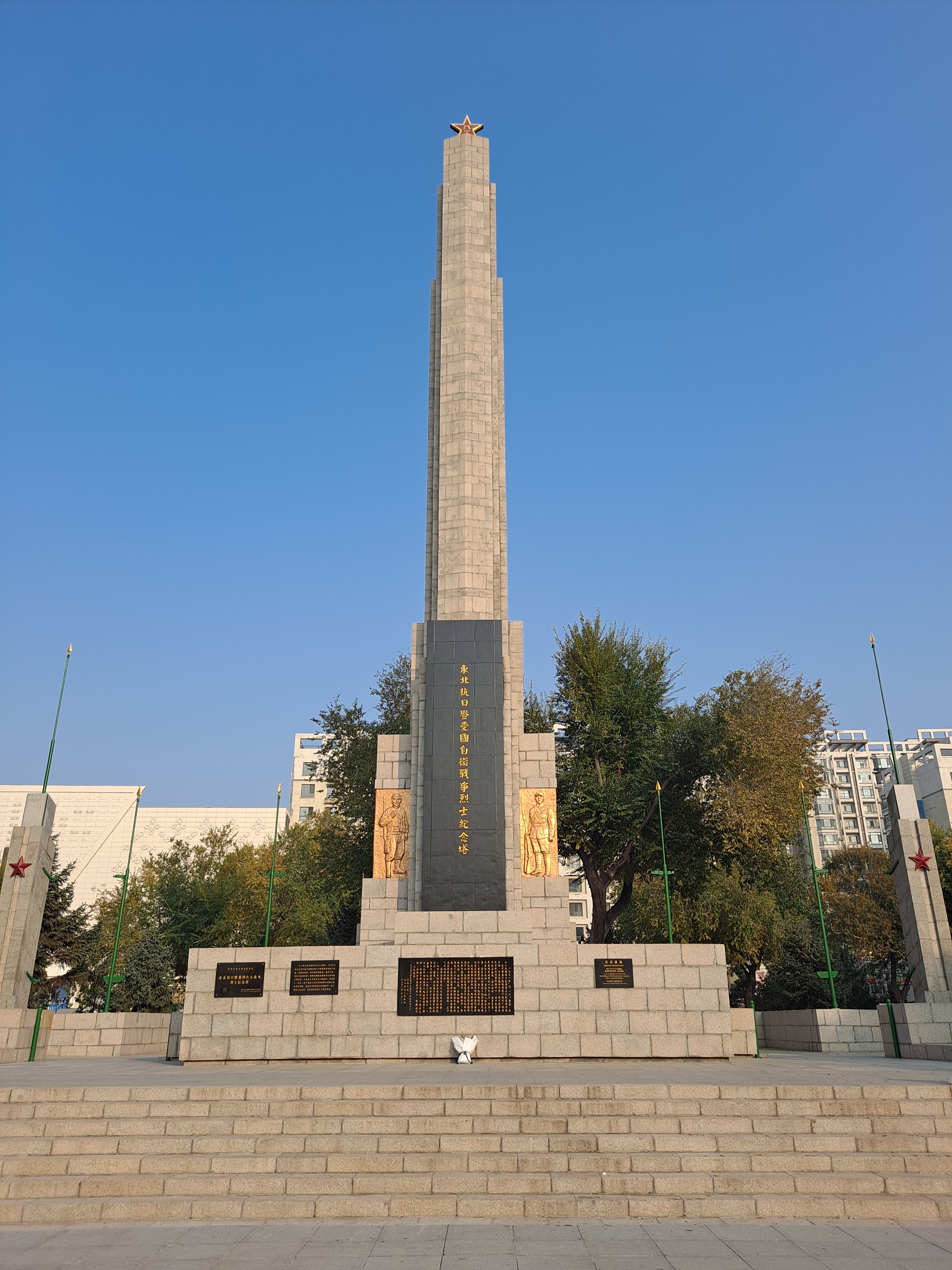
东北抗日暨爱国自卫战争烈士纪念塔

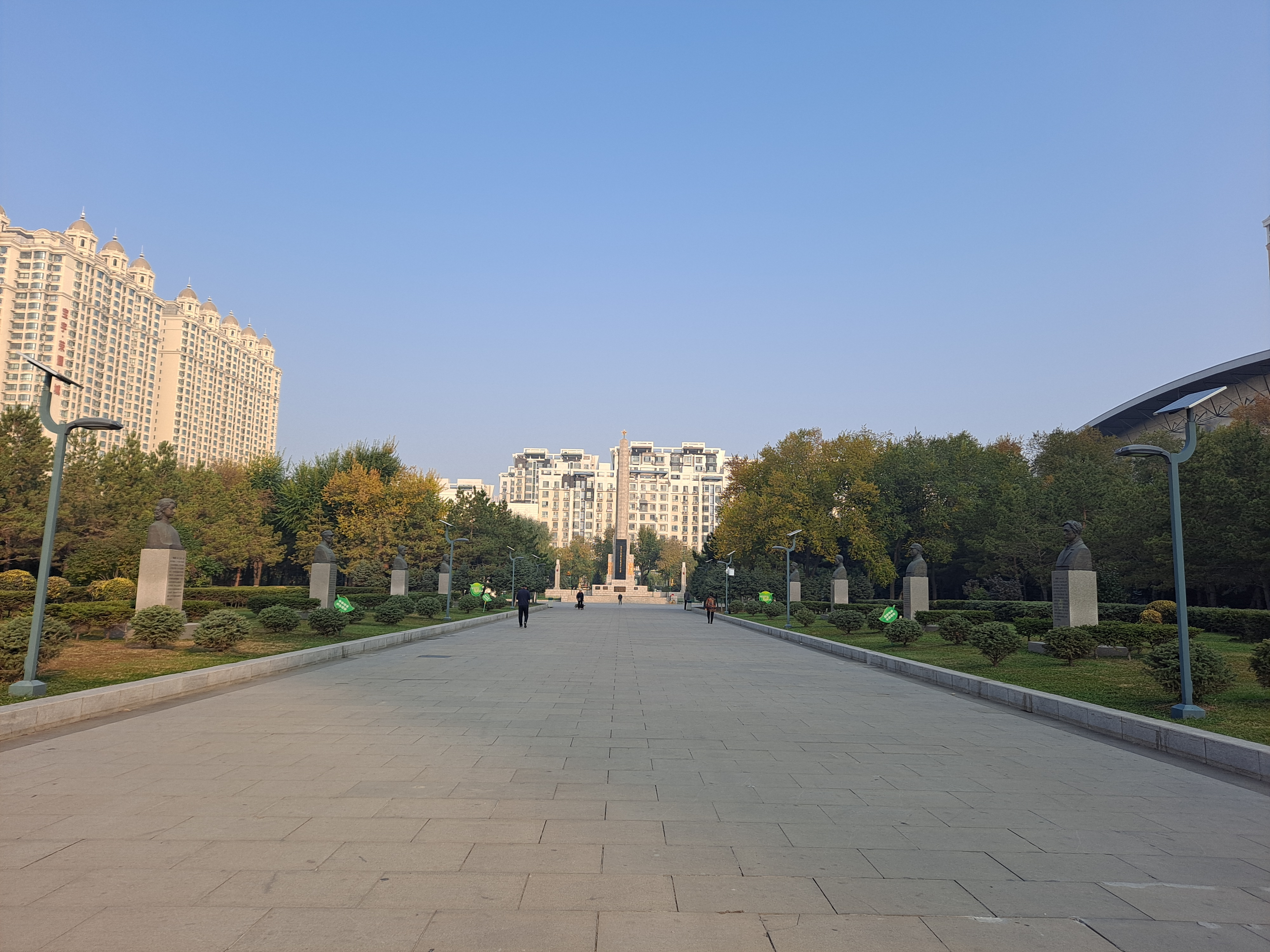
长青公园

长青公园位于黑龙江省哈尔滨市道外区南极街116号，是一座以东北抗日暨爱国自卫战争烈士纪念塔为主景的公祭公园。

## 历史
长青公园主体景观“东北抗日暨爱国自卫战争烈士纪念塔”建成于1948年，为哈尔滨解放后最早修建的烈士纪念塔。1983年，哈尔滨市以纪念塔为主景，兴建长青公园。公园内树立了杨靖宇、赵尚志、李兆麟、赵一曼、李秋岳等东北抗联领导人和烈士的塑像。2015年，哈尔滨市对长青公园进行路扩建，面积有1.7万平方米扩大至3.6万平方米。